# AWEEK
AWEEK（韓語：어위크），團名有「雖然度過一周的時間很快，但是另一周亦將會來臨」的意思，是韓國Illusion娛樂於2019年推出的男子组合，原成員包括Di1e、Chawon、Hyeon、Aiden、Yongjin，在2019年8月，加入新成員Jingyu及Logan。團體先在日本出道，隨後於同年在韓國出道。

## 成員資料
- 成員中僅Yongjin已正名

| 成員                                    | 成員                     | 成員             |
| 藝名 / 本名                             | 出生日期及地點           | 隊內職務         |
| --------------------------------------- | ------------------------ | ---------------- |
| Di1e / Seo Jae Hyung（서재영/徐在英）   | 1993年4月27日 釜山廣域市 | 隊長、饒舌       |
| Chanwon / Kim Sung Woo（김성우/金成佑） | 1994年11月2日            | 歌唱             |
| Hyeon / Lee Myung Hyun（이명현/李明炫） | 1996年6月12日            | 歌唱             |
| Aiden / Choi Jiwoong（최지웅/崔智雄）   | 1996年10月8日            | 饒舌、舞蹈       |
| Yongjin / Kim Yongjin（김용진/金用陳）  | 1997年2月20日            | 歌唱、饒舌       |
| Jingyu / Lee Jingyu（이진규/李真圭）    | 1998年4月22日            | 饒舌、舞蹈       |
| Logan / Lee Yoonsang（이윤상/李允桑）   | 2000年3月26日            | 歌唱、饒舌、忙內 |

## 活動經歷

### 出道前
2013年，Yongjin曾是男團Under dog的成員；2016年3月，以個人練習生身份參與《星動亞洲》(第二季)，可惜首集遭淘汰，未能透過節目出道；2017年4月，以Wings練習生身份參與《PRODUCE 101第二季》，比賽進行約三個多月，最終排名第58名，未能透過節目出道。
2019年3月至8月，Jingyu及Logan曾是男團ASTIN的成員。

### 出道後
2019年1月31日，以《The More I See》一曲在日本出道。
2019年2月11日-2月22日，在日本東京新宿區 K-Stage O 舉行《2019 AWEEK NEW YEAR COME BACK LIVE - With Fall in Love》小型音樂會，合共16場。
2019年11月7日，以《Breathe》一曲在韓國出道。

## 演出資料

### 音樂節目
| Breathe |         |        |             |       |
| 年份    | 日期    | 電視台 | 節目名稱    | 備註  |
| 2019年  | 11月7日 | Mnet   | M Countdown | [ 3 ] |

## 外部連結
- AWEEK的官方IG
- AWEEK的官方Twitter
- AWEEK的官方Youtube